# Webera lonchochaete
Webera lonchochaete là một loài rêu trong họ Bryaceae. Loài này được Dusén mô tả khoa học đầu tiên năm 1903.